# Katrán tatarský
Katrán tatarský (Crambe tataria) je až 1 m vysoká rostlina která má při kvetení přirozeně kulovitý tvar. Vyrůstá roztroušeně v teplých otevřených stepích a v době kvetení, díky velkému množství bílých květů, vypadají při pohledu z dálky jako pasoucí se ovce. K podzimu se suché lodyhy s množstvím semen odlomí a silný vítr jejich chomáče roznáší po okolí, podobným rostlinám se říká stepní běžci.

## Výskyt
Tento euroasijský hemikryptofyt roste v Panonské oblasti střední Evropy a v jihovýchodní Evropě a dále směrem na východ až po západ Sibiře. Je znám mimo České republiky z Rakouska, Slovenska, Maďarska, Srbska, Bulharska, Rumunska, Turecka, Ukrajiny a Ruska kde nejčastěji vyrůstá na bezlesých územích stepního charakteru.
Jeho severní hranice výskytu prochází právě ČR kde se omezeně vyskytuje v některých jižních oblastech Moravy. Nejčastěji vyrůstá na teplých a dostatečně osluněných stráních, mezích a úhorech převážně orientovaných k jihu. Někdy se nečekaně objeví v sadech, na vinicích nebo i sečených loukách. Pro spolehlivé vyklíčení semen požaduje stanoviště s částečně nezapojenou vegetaci (s narušeným drnem) a pro zdárný růst hluboké a pokud možno i vápnité, výživné půdy které jsou převážně suché. Těžiště jeho výskytu je v nižších pahorkatinách do 300 m n. m. Roste především v druhově bohatých xerotermních společenstvech svazů Festucion valesiacae a Bromion erecti.

## Ohrožení
Tento druh je ohrožen hlavně špatným obhospodařováním půdy, kdy jeho lokality zarůstají hustou bylinnou vegetací nebo dřevinami. Jeho nejpočetnější populace se nacházejí v národní přírodní památce Dunajovické kopce, národní přírodní rezervaci Pouzdřanská step-Kolby a v přírodních památkách Hovoranské louky, Louky pod Kumstátem, Špice a Špidláky. Většiny těchto lokalit čítají stovky až tisíce jedinců.
Katrán tatarský, poměrně stabilizovaný druh české flóry, je zařazen do soustavy chráněných území Natura 2000. Ve vyhlášce Ministerstva životního prostředí ČR č. 395/1992 Sb. ve znění vyhl. č. 175/2006 Sb. je vyhlášen za kriticky ohrožený druh (§ 1) a v Seznamu cévnatých rostlin květeny České republiky z roku 2012 je zařazen do kategorie mezi silně ohrožené druh (C2 r). Na Slovensku je ((slovensky) katran tatársky) vyrůstající v nejjižnějších částech státu vyhodnocen jako kriticky ohrožený. Přísně je chráněn také v Maďarsku, Rumunsku a Srbsku.

## Popis
Vytrvalá, ne však dlouhověká, téměř 1 metr vysoká rostlina s tlustým a dlouhým vícehlavým kořenem z kterého v trsu vyrůstají již od spodu bohatě rozvětvené lodyhy porostlé jednoduchými chlupy. Téměř dužnaté listy jsou dvoutvaré, ty v přízemní růžice mají řapíky, jejich čepele kosočtverečného až srdčitého tvaru jsou 2x až 3x dělené nebo jsou peřenodílné, barvu mají šedozelenou. Lodyžní listy jsou menší a méně členěné, směrem vzhůru se zmenšují.
Velký počet drobných, vonných oboupohlavných květů na stopkách 2 až 4 mm dlouhých se skládá do velice hustých květenství vrcholových lat. Otevřený kalich je složen ze čtyř eliptických plátků sestavených do kříže vyrůstajících ve dvou kruzích. Korunu vytvářejí čtyři volné, podlouhlé až široce eliptické bílé plátky dlouhé asi 5 mm které střídají kališní plátky o délce cca 3 mm. Čtyřmocné tyčinky vyrůstající ve dvou kruzích, nitky čtyř vnějších delších jsou rozdvojené a pouze kratší rameno nese prašník. Semeník má dvě vajíčka, spodní je sterilní a horní plodné. Rostliny kvetou od dubna do června, pyl přenáší létající hmyz. Jsou výhradně cizosprašné, vlastní pyl blizny neopyluje, to je u druhu čeledě brukvovitých zvláštnosti.
Plody jsou 8 mm dlouhé, dvoudílné, eliptické šešulky někdy nazývané nažky. Pouze v horním dílu obsahují po jednom kulatém semeni které je veliké v průměru 2,5 až 3 mm a obsahuje hodně oleje. Obvykle je schopno vyklíčit asi polovina semen. Rostliny dobře snášejí stepní požáry, semenům většinou neublíží a ta pro vyklíčení snáze naleznou holou, nezarostlou půdu.

## Rozmnožování
Rozmnožuje se generativně semeny. Po dozrání semen lodyhy usychají, odlamují se od kořenů a jsou roznášeny větrem po širokém okolí a semena přitom postupně vypadávají. Rostlinám takto rozšiřujícím svá semena se říká stepní běžci.
Klíčení semen probíhá již na podzim nebo až na jaře. Mladé rostlinky se vyvíjejí velmi pomalu, v květnu má semenáček jeden skromně dělený list dlouhý jen cca 10 cm. Dvouletá rostlina má obvykle dva listy o délce do 30 cm, další roky již může mít růžice 3 a více listů. Postupně se počet a velikost listů zvyšuje stejně jako průměr růžice, současně mohutní i kořen. Přibližně v 5 až 7 létech začíná rostlina kvést, hodně záleží na místních podmínkách. Kvetoucí rostliny nemají téměř žádné listy, vyjma někdy se vyskytujících nových postranních přízemních růžic, zato jejich bohatě větvené květonosné lodyhy jsou obsypány květy v mnohačetných květenstvích.
Přestože je katrán tatarský považován za vytrvalou rostlinu, v přírodních podmínkách ČR však jen malý počet (okolo 10 %) vykvetlých rostlin přežívá do dalšího roku. Následkem vlhkého počasí v zimním období kořenové krčky původních růstových vrcholů a obnovovací pupeny podléhají hnilobě. Rostliny které s úspěchem přežijí vlhké zimní období zakládají jednu nebo více růžic s drobnými listy po stranách kořene a rostlina pak v některém následném roce opět vykvete, opakovaná květenství jsou menší. V jihovýchodní Evropě se mladých listů a dužnatých kořenů používá do salátů, proto se tam občas i katrán tatarský za tímto účelem pěstuje.

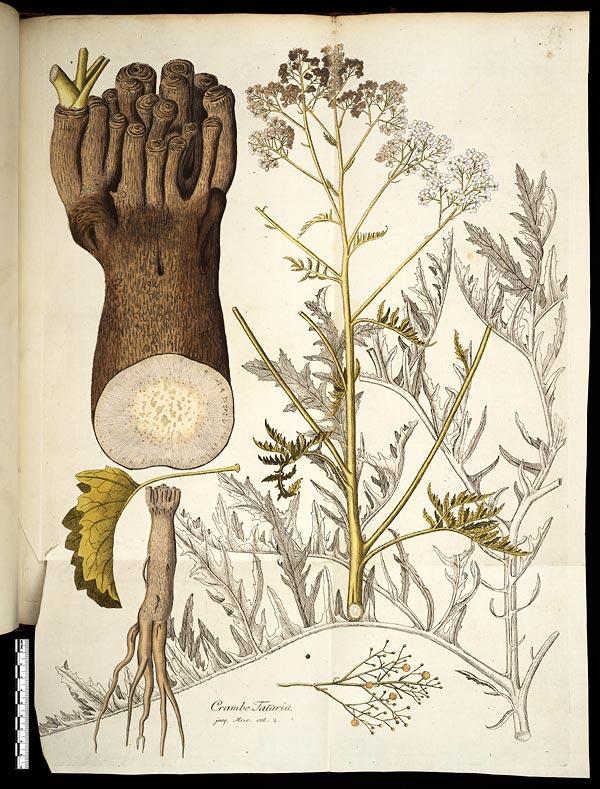
Rostlina s vícehlavým kořenem
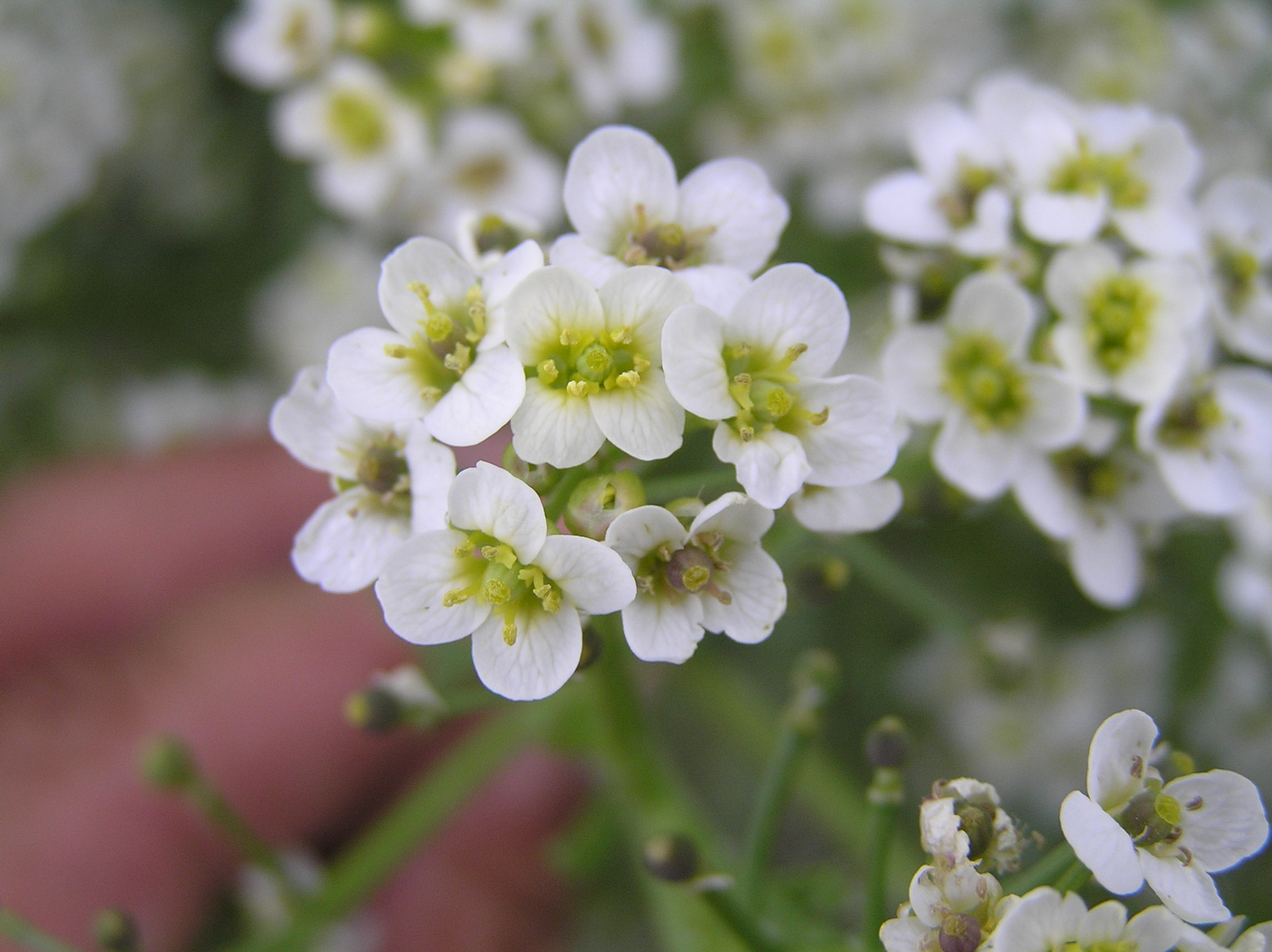
Květy katránu
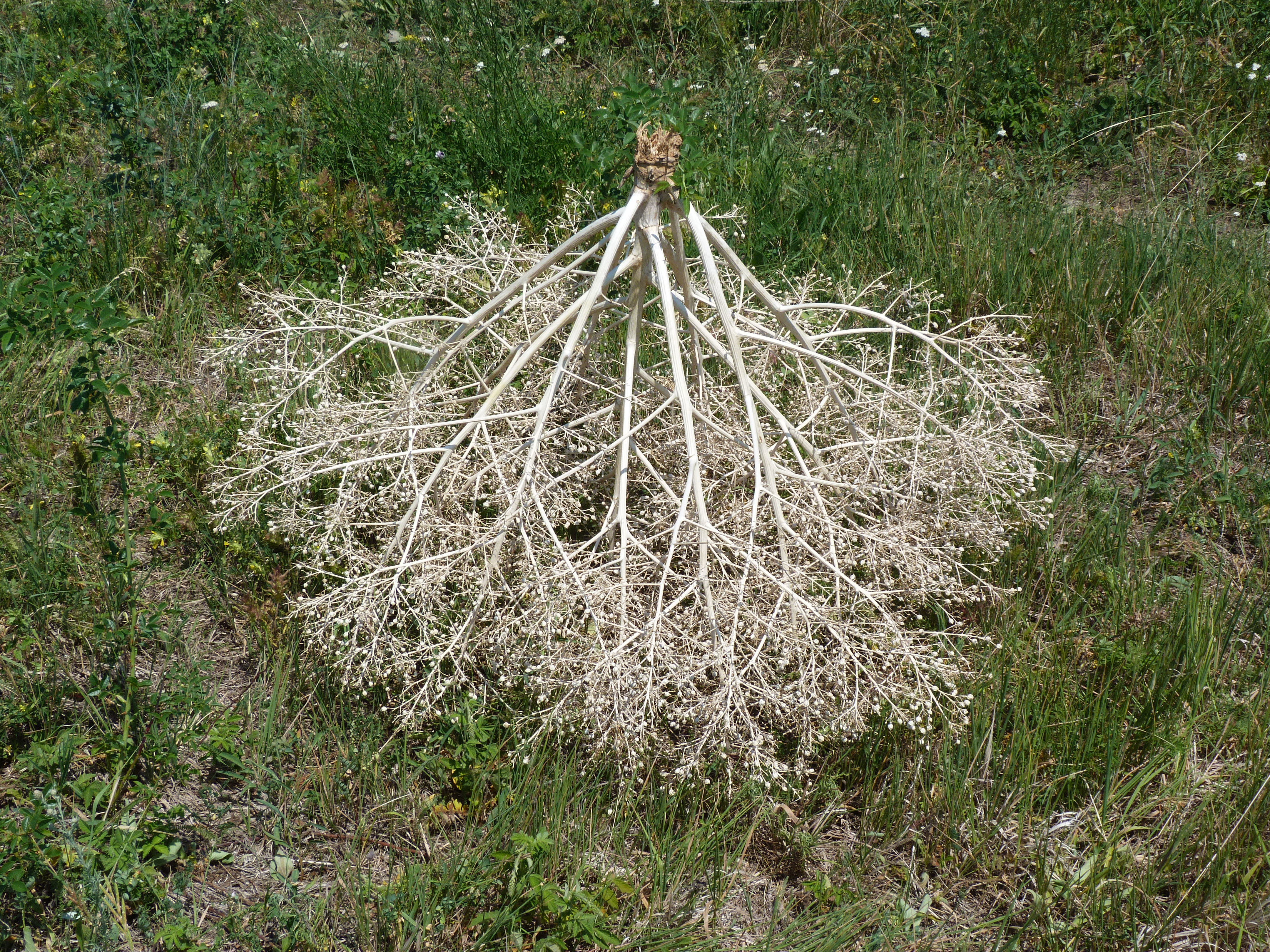
Odlomené lodyhy se semeny
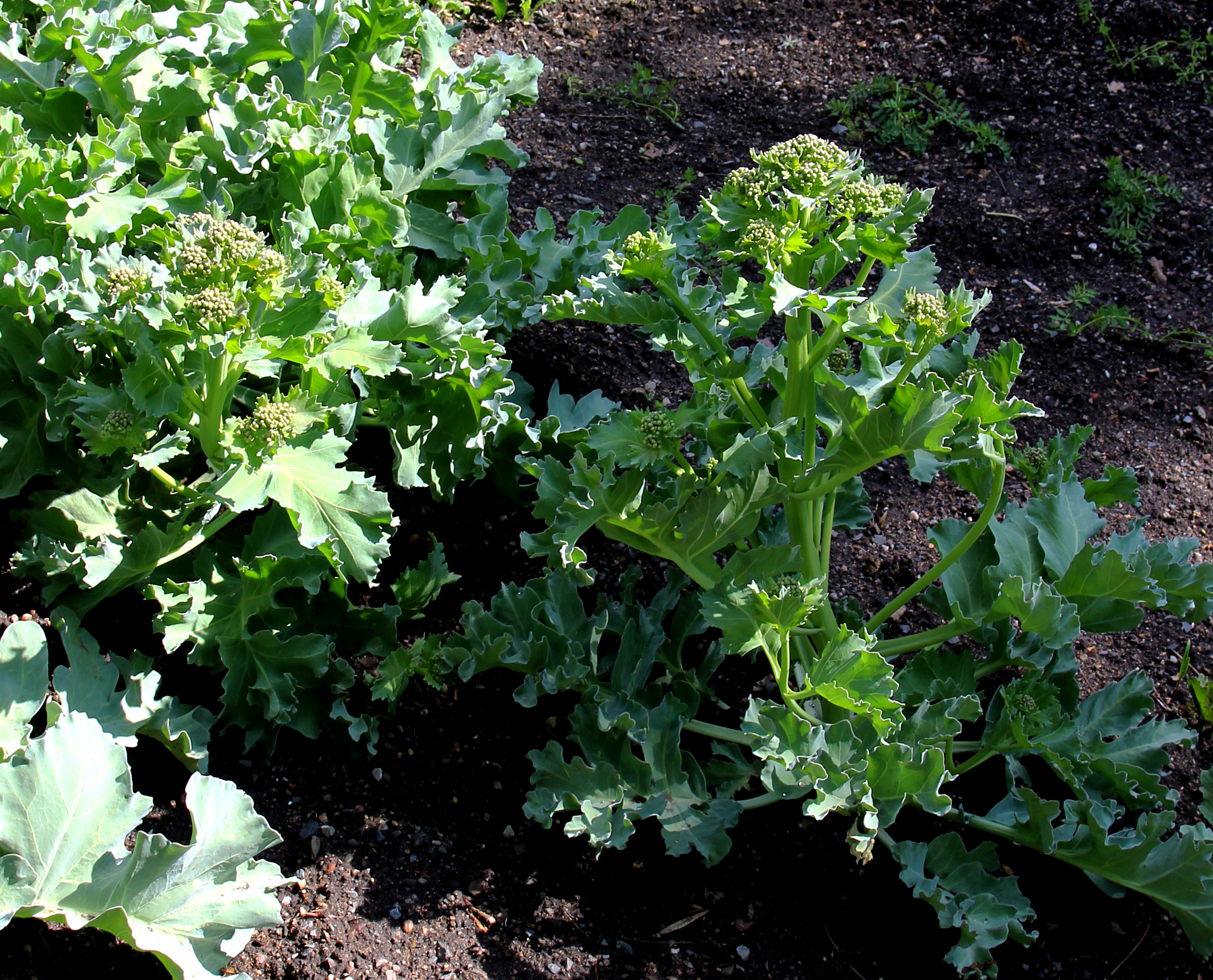
Mladé rostliny
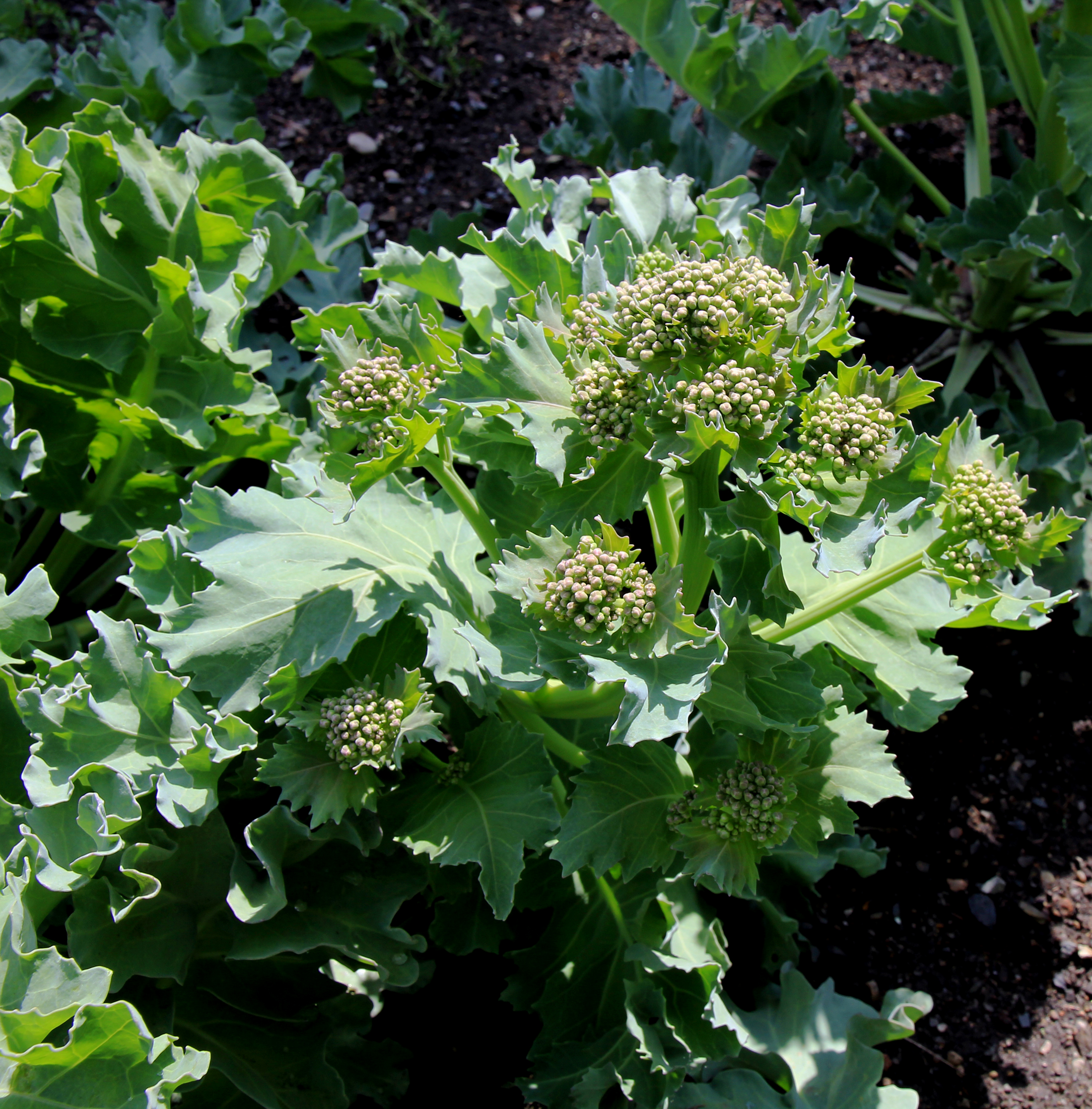
Poupata rostliny před rozkvětem